# Igor' Diveev
Igor' Sergeevič Diveev (in russo Игорь Сергеевич Дивеев?; Ufa, 27 settembre 1999) è un calciatore russo, difensore del CSKA Mosca e della nazionale russa.

## Caratteristiche tecniche
È un difensore centrale.

## Carriera

### Club
Cresciuto nel settore giovanile dell'Ufa, ha esordito in prima squadra il 26 agosto 2018 disputando l'incontro di Prem'er-Liga perso 2-0 contro lo Zenit San Pietroburgo.

### Nazionale
Ha giocato nelle nazionali giovanili russe Under-19, Under-20 ed Under-21.
Nel 2020 ha esordito nella nazionale maggiore russa.

## Statistiche
Statistiche aggiornate al 21 giugno 2021.

### Presenze e reti nei club
| Stagione          | Squadra           | Campionato        | Campionato | Campionato | Coppe nazionali | Coppe nazionali | Coppe nazionali | Coppe continentali | Coppe continentali | Coppe continentali | Altre coppe | Altre coppe | Altre coppe | Totale | Totale | Totale |
| Stagione          | Squadra           | Comp              | Pres       | Reti       | Comp            | Pres            | Reti            | Comp               | Pres               | Reti               | Comp        | Pres        | Reti        | Pres   | Reti   |        |
| ----------------- | ----------------- | ----------------- | ---------- | ---------- | --------------- | --------------- | --------------- | ------------------ | ------------------ | ------------------ | ----------- | ----------- | ----------- | ------ | ------ | ------ |
| 2018-gen. 2019    | Ufa               | PL                | 2          | 0          | CR              | 1               | 0               |                    | -                  | -                  |             | -           | -           | 3      | 0      |        |
| gen.-giu. 2019    | CSKA Mosca        | PL                | 10         | 0          | CR              | 0               | 0               |                    | -                  | -                  |             | -           | -           | 10     | 0      |        |
| 2019-2020         | CSKA Mosca        | PL                | 26         | 0          | CR              | 3               | 1               | UEL                | 6                  | 1                  |             | -           | -           | 35     | 2      |        |
| 2020-2021         | CSKA Mosca        | PL                | 23         | 2          | CR              | 3               | 0               | UEL                | 6                  | 0                  |             | -           | -           | 32     | 2      |        |
| Totale CSKA Mosca | Totale CSKA Mosca | Totale CSKA Mosca | 59         | 2          |                 | 6               | 1               |                    | 12                 | 1                  |             | -           | -           | 77     | 4      |        |
| Totale carriera   | Totale carriera   | Totale carriera   | 61         | 2          |                 | 7               | 1               |                    | 12                 | 1                  |             | -           | -           | 80     | 4      |        |

### Cronologia presenze e reti in nazionale
| Cronologia completa delle presenze e delle reti in nazionale ― Russia | Cronologia completa delle presenze e delle reti in nazionale ― Russia | Cronologia completa delle presenze e delle reti in nazionale ― Russia | Cronologia completa delle presenze e delle reti in nazionale ― Russia | Cronologia completa delle presenze e delle reti in nazionale ― Russia | Cronologia completa delle presenze e delle reti in nazionale ― Russia | Cronologia completa delle presenze e delle reti in nazionale ― Russia | Cronologia completa delle presenze e delle reti in nazionale ― Russia |
| Data                                                                  | Città                                                                 | In casa                                                               | Risultato                                                             | Ospiti                                                                | Competizione                                                          | Reti                                                                  | Note                                                                  |
| --------------------------------------------------------------------- | --------------------------------------------------------------------- | --------------------------------------------------------------------- | --------------------------------------------------------------------- | --------------------------------------------------------------------- | --------------------------------------------------------------------- | --------------------------------------------------------------------- | --------------------------------------------------------------------- |
| 12-11-2020                                                            | Chișinău                                                              | Moldavia                                                              | 0 – 0                                                                 | Russia                                                                | Amichevole                                                            | -                                                                     |                                                                       |
| 18-11-2020                                                            | Belgrado                                                              | Serbia                                                                | 5 – 0                                                                 | Russia                                                                | UEFA Nations League 2020-2021 - 1º turno                              | -                                                                     | 46’                                                                   |
| 1-6-2021                                                              | Breslavia                                                             | Polonia                                                               | 1 – 1                                                                 | Russia                                                                | Amichevole                                                            | -                                                                     | 46’                                                                   |
| 5-6-2021                                                              | Mosca                                                                 | Russia                                                                | 1 – 0                                                                 | Bulgaria                                                              | Amichevole                                                            | -                                                                     | 50’                                                                   |
| 12-6-2021                                                             | San Pietroburgo                                                       | Belgio                                                                | 3 – 0                                                                 | Russia                                                                | Euro 2020 - 1º turno                                                  | -                                                                     | 46’                                                                   |
| 16-6-2021                                                             | San Pietroburgo                                                       | Finlandia                                                             | 0 – 1                                                                 | Russia                                                                | Euro 2020 - 1º turno                                                  | -                                                                     |                                                                       |
| 21-6-2021                                                             | Copenaghen                                                            | Russia                                                                | 1 – 4                                                                 | Danimarca                                                             | Euro 2020 - 1º turno                                                  | -                                                                     | 75’                                                                   |
| 1-9-2021                                                              | Mosca                                                                 | Russia                                                                | 0 – 0                                                                 | Croazia                                                               | Qual. Mondiali 2022                                                   | -                                                                     |                                                                       |
| 4-9-2021                                                              | Nicosia                                                               | Cipro                                                                 | 0 – 2                                                                 | Russia                                                                | Qual. Mondiali 2022                                                   | -                                                                     |                                                                       |
| 7-9-2021                                                              | Mosca                                                                 | Russia                                                                | 2 – 0                                                                 | Malta                                                                 | Qual. Mondiali 2022                                                   | -                                                                     |                                                                       |
| 8-10-2021                                                             | Kazan'                                                                | Russia                                                                | 1 – 0                                                                 | Slovacchia                                                            | Qual. Mondiali 2022                                                   | -                                                                     |                                                                       |
| 11-10-2021                                                            | Maribor                                                               | Slovenia                                                              | 1 – 2                                                                 | Russia                                                                | Qual. Mondiali 2022                                                   | 1                                                                     | 36’                                                                   |
| 11-11-2021                                                            | San Pietroburgo                                                       | Russia                                                                | 6 – 0                                                                 | Cipro                                                                 | Qual. Mondiali 2022                                                   | -                                                                     | 67’                                                                   |
| 14-11-2021                                                            | Spalato                                                               | Croazia                                                               | 1 – 0                                                                 | Russia                                                                | Qual. Mondiali 2022                                                   | -                                                                     |                                                                       |
| 7-6-2024                                                              | Minsk                                                                 | Bielorussia                                                           | 0 – 4                                                                 | Russia                                                                | Amichevole                                                            | -                                                                     | 78’                                                                   |
| 25-3-2025                                                             | Mosca                                                                 | Russia                                                                | 5 – 0                                                                 | Zambia                                                                | Amichevole                                                            | -                                                                     | 64’                                                                   |
| Totale                                                                |                                                                       | Presenze                                                              | 16                                                                    |                                                                       | Reti                                                                  | 1                                                                     |                                                                       |

## Palmarès

### Club

#### Competizioni nazionali
- Coppa di Russia: 2

CSKA Mosca: 2022-2023, 2024-2025
- Supercoppa di Russia: 1

CSKA Mosca: 2025